# دشمن (ترانه)
دشمن (به انگلیسی: The Enemy) سومین تک‌آهنگ آلبوم آی وی از گروه هوی متال گادسمک می‌باشد که در اواخر سال ۲۰۰۶ انتشار یافت. شعر این ترانه را سالی ارنا سروده‌است. دشمنی در بازی پرطرفدار دبلیو دبلیو ای اسمکداون وی اس راو ۲۰۰۷ مورد استفاده قرار گرفت.

## پدید آورندگان
- سالی ارنا: آواز، گیتار ریتم، تهیه‌کننده
- تونی رامبولا: لید گیتار
- رابی مریل: بیس
- شنون لارکین: درامز
- اندی جونز: هیه کننده

## لینک‌های مرتبط
- www.godsmack.com
- www.myspace.com/godsmack
- www.smackfans.net